# Wellenbrecher von Pula

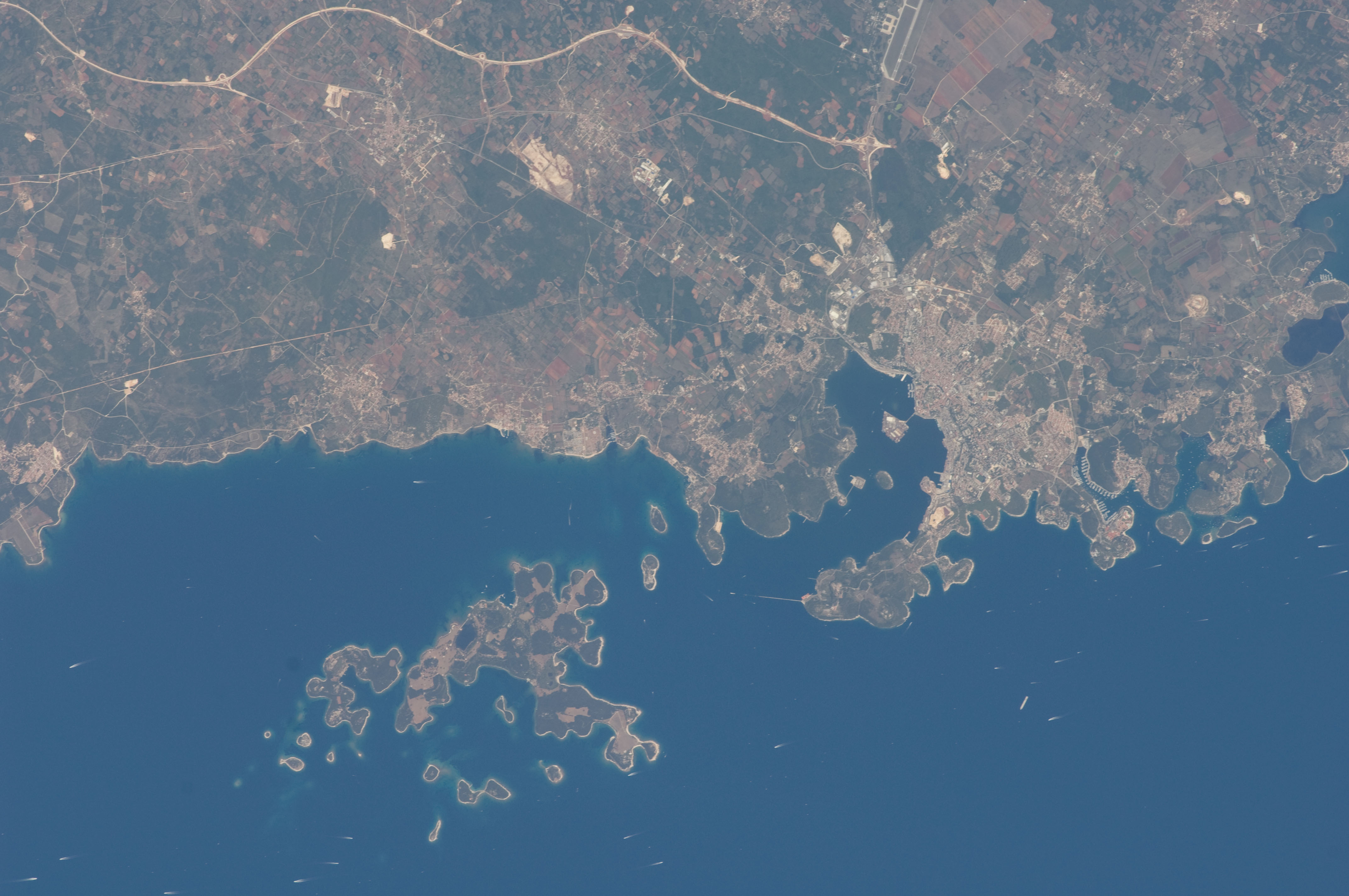
Im Satellitenbild erkennbar: die vom Kap Kumpar nach Norden (links) zeigende Nadel ist der Wellenbrecher von Pula

Der Wellenbrecher von Pula (kroatisch: Pulski lukobran) liegt vor dem Naturhafen der Stadt Pula auf der kroatischen Halbinsel Istrien.
Die Bucht von Pula bildet zwischen der Halbinsel Musil mit dem Kap Kumpar, dem Kap Stoja und dem Festland einen großen natürlichen Hafen. Pula gehörte bis 1918 zu Österreich-Ungarn und wurde zum Hauptkriegshafen der österreichischen Marine. Der Wellenbrecher wurde zwischen 1910 und 1914 mit dem Ziel gebaut, die natürliche Einfahrt zu dem Naturhafen auf nur etwa 400 Meter zu verengen und sich so besser gegen feindliche Schiffe verteidigen zu können. Die Küste und die Stadt konnten damit auch vor größeren Wellen geschützt werden. Der Wellenbrecher von Pula war zum Zeitpunkt seines Baus eines der größten Bauprojekte im Mittelmeerraum.
Schätzungen zufolge wurden Hunderttausende Kubikmeter Stein und Zehntausende Kubikmeter Beton in den Wellenbrecher eingebaut. In den Steinbrüchen in der Nähe von Pula, vor allem am Kap Monumenti, der Insel Sv. Jerolim und der Halbinsel Musil, wurden große Steinblöcke geschnitten, die dann an die vorgesehene Stelle gefahren und mit Hilfe von Tauchern auf dem Meeresboden platziert wurden. Das Volumen der im Wellenbrecher verbauten Steine erreicht fast die Menge, die bei der Cheops-Pyramide verbaut wurde. Obwohl die geplante Länge 1200 Meter betrug, blieben 141 Meter unbebaute Strecke übrig und etwas mehr als 250 Meter waren unvollendet. Die Basis des Wellenbrechers ist an der tiefsten Stelle 80 Meter breit, er erhebt sich pyramidenförmig aus dem Meeresboden und hat bereits in einer Tiefe von neun Metern unter der Wasseroberfläche eine Endbreite von sieben Metern. Der Überwasserteil blieb unvollendet. Die Landanbindung des Wellenbrechers liegt am Kap Kumpar und erstreckt sich im Winkel von 350 Grad in Richtung Kap Proština.
Der Bau des Wellenbrechers hatte vor allem eine militärische Bedeutung. Größere Schlachtschiffe, die wegen ihres Tiefgangs in größerem Abstand von den Hafenmauern ankerten, wurden vor großen Wellen bei starken West- und Südwestwinden geschützt. Vor dem Bau des Wellenbrechers konnten feindliche Schiffe, insbesondere U-Boote und Diversanten, die österreichisch-ungarischen Kriegsschiffe am äußeren Ankerplatz angreifen. Bei Seeschlachten, die nach dem Kriegseintritt Italiens im Jahr 1915 stattfanden, wurde die enge Passage durch eine Netzsperre gegen Schiffe und U-Boote verschlossen und durch umliegende Minenfelder geschützt. Im Jahre 1914 versuchte das französische U-Boot „Curie“ in den Hafen einzudringen und dort mit Torpedos die k.u.k. Kriegsflotte anzugreifen, scheiterte aber an der Netzsperre und sank am 20. Dezember 1914. Um die Einfahrt in die Bucht von Pula zu überwachen, wurden im Zweiten Weltkrieg vier Betonbunker errichtet, drei auf dem Wellenbrecher selbst und einer gegenüber davon in Richtung Štinjanska Vala.
Heutzutage ist der Wellenbrecher zwar eine historische Sehenswürdigkeit, aber instabil und potenziell gefährlich, da dieses strategische Infrastrukturobjekt seit dem Ersten Weltkrieg nicht mehr gepflegt wird und dadurch zu einem heruntergekommenen und immer weniger funktionsfähigen Bauwerk geworden ist. Die vertikale Wand des Wellenbrechers ist eingestürzt, das heißt sie ist auf einer Länge von 254 Metern unvollständig, und die vorhandenen Bermen (unter Wasser aufgeschüttete Steine, die den Wellenbrecher zusätzlich verstärken) sind unordentlich. Teilweise ist die Krone völlig zerstört und liegt unterhalb des Meeresspiegels, wodurch selbst mäßige Wellen darüber hinweg laufen können. Das Meiste davon ist unpassierbar und an manchen Stellen sind Teile rostiger Stahlbewehrung zu sehen. Außerdem sind unter dem Einfluss von Wellen und Korrosion die Verbindungsringe verschwunden. Die Böschung und andere Teile des Wellenbrechers sind leicht beschädigt und gefährden die Stabilität des Bauwerks nicht. Aus Gründen der Sicherheit für die Schifffahrt wurde bisher nur der Endpunkt wiederhergestellt, an welchem sich auch das Signallicht für die Einfahrt befindet.
Eine Sanierung ist geplant, die in drei oder vier Bauabschnitten durchgeführt werden soll. Es besteht auch die Gefahr, dass Wasser bei einer Sturmflut über den Wellenbrecher gelangt, dann aber durch die schmale Öffnung nur langsam wieder in Richtung offenes Meer abfließen kann und so Überschwemmungen in der Stadt verursachen kann. Nach der Sanierung soll der Wellenbrecher seine ursprünglich vorgesehene Aufgabe erfüllen.